# Томпсон, Джон Эрик
Сэр Джон Э́рик Си́дни То́мпсон (англ. John Eric Sidney Thompson; 31 декабря 1898, Лондон — 9 сентября 1975, Кембридж) — английский археолог, этнограф и эпиграфист, один из ведущих специалистов первой половины XX века по цивилизации майя. Почётный доктор Кембриджского (1973), Пенсильванского (1959), Тулейнского (1972) и Юкатанского университетов (1959), первый американист, возведённый в 1975 году в рыцарское достоинство.
Не занимая высоких административных постов, не занимаясь преподаванием и не имея учеников, Эрик Томпсон сделался монополистом на археологическое исследование цивилизации майя в 1930—1970-е годы, определяя направления исследований и приемлемость тех или иных стратегий интерпретации находок. Среди важнейших достижений Томпсона — раскопки и реконструкция Храма Воинов в Чичен-Ице и завершение дешифровки календаря майя и его соотнесения с григорианским («корреляция Гудмана — Мартинеса — Томпсона»). Принимал участие в раскопках Лубаантуна, Рио-Бек, а также впервые датировал археологические памятники равнин Белиза по керамическим образцам. Являлся одним из первых археологов, обратившихся к изучению простонародной жизни древних майя, используя параллели с этнографией современных народов майя. Совместив применение археологических, этнографических и этноисторических данных, установил стандарт для антропологических исследований в Мезоамерике. Активно занимался дешифровкой письменности майя, составив фундаментальный каталог иероглифов (1962), однако по политическим причинам отверг фонетический метод Ю. В. Кнорозова, задержав изучение письменных памятников Мезоамерики на несколько десятилетий.

## Биография

### Становление (1898—1925)
Джон Эрик Сидни Томпсон появился на свет 31 декабря 1898 года, и стал младшим сыном в семье успешного врача Джорджа Томпсона, члена Английского королевского хирургического колледжа. Отец родился в Аргентине, а семейство Томпсонов с 1820-х годов владело землями в этой стране. Лондонский семейный дом располагался на Харли-стрит (№ 80). В 1912 году Эрика отправили в Винчестерский колледж, в котором тот проучился три года. После начала Первой мировой войны Томпсон-младший прибавил себе лет и завербовался в армию под вымышленным именем Нил Уинслоу (по названию передвижного водевиля и деревни, в которой он видел его выступление), назвавшись сыном плантатора из Британской Гвианы. Судя по сохранившейся фотографии 1915 года, он вступил в ряды Лондонского шотландского полка, и запечатлён в килте и гленгарри, которые носились с крагами и гимнастёркой. Из Франции его подразделение было переброшено в Палестину, но затем возвращено. После ранения в битве при Вими Томпсон лечился в госпитале в Хаддерсфилде, и проходил реабилитацию в Сифорде. Окончание войны он встретил младшим офицером Колдстримской гвардии. После демобилизации Эрик Томпсон на четыре года переехал в Аргентину, где у родственников было ранчо в Аренасе, к западу от Буэнос-Айреса. Он работал гаучо, на фотографиях этого периода сложился образ, которому Томпсон следовал до конца жизни: непременный берет на голове и папироса в зубах. По свидетельству Майкла Ко, аргентинские годы Эрика пришлись на острый политический кризис: в 1919 году прошли ксенофобские «антибольшевистские» погромы. Поскольку аргентинская ветвь семейства Томпсонов в течение столетия принадлежала к землевладельческой элите, антикоммунистические убеждения Джона Эрика стали формироваться именно в эти годы. Первой его публикацией стала статья в Southwark Diocesan Gazette: «Опыт ковбоя: клеймение крупного рогатого скота в Аргентине». В редакционной врезке упоминалось, что Томпсон после возвращения из Южной Америки вёл активную общественную жизнь, посещал Ковент-Гарден, и характеризовался как «пастух, читающий газеты». В позднейших воспоминаниях он утверждал, что «ширь пампасов, казавшихся оплотом свободы, оказалась темницей», и принял решение получить высшее образование. В 1925 году он поступил в магистратуру недавно основанного Фицуильям-колледжа (возраст не позволял поступить в более престижный колледж), где получил степень по антропологии под руководством Альфреда Хэддона. В колледже он познакомился с археологом Хорхе Акостой, который был его постоянным партнёром по теннису. Именно в университете Томпсон заинтересовался древними майя, и в 1925 году предложил свою кандидатуру в проект Института Карнеги в Чичен-Ице. Глава раскопок Сильванус Морли пригласил Томпсона на собеседование (его проводил в Лондоне археолог Оливер Рикетсон) и включил в штат экспедиции. В автобиографии Джон Эрик писал, что отец воспринял это как большую победу, и «щедро отметил успех довоенным бордо».

### Полевые сезоны в стране майя (1926—1955)

Северный фасад обсерватории Караколь в Чичен-Ице в раскопочный сезон 1929 года

В январе 1926 года Эрик Томпсон приступил к работам по расчистке и реставрации внешнего фриза Храма Воинов в Чичен-Ице, что сам исследователь сравнивал с «собиранием пазла» из огромных каменных глыб, иногда отброшенных на сорок ярдов от их первоначального места. Далее его переместили на раскопки древней обсерватории Караколь, что Томпсон воспринял с негодованием. В том же сезоне Эрик вместе с Альфредом Киддером был отправлен на разведку руин Кобы, что заняло около двух месяцев. Было найдено восемь стел классического периода, но Морли не поверил в датировку Томпсона, поэтому пришлось ещё раз ездить на руины для фотографирования. По завершении сезона Джон Эрик был принят помощником куратора Чикагского музея естественной истории. В 1927 году Томпсон опубликовал обзор для посетителей музея «Цивилизация майя», новые издания которого пользовались успехом ещё в середине 1970-х годов. Казус с Морли обратил внимание Томпсона на проблемы дешифровки календаря майя и его соотнесения с григорианским.

Реставрация Храма Воинов в сезон 1927 года

В сезон 1927 года Томпсон вошёл в состав экспедиции Британского музея в Белиз, основной площадкой которой был Лубаантун. Глава раскопок Томас Джойс считал постройки этого города «мегалитическими» и сравнивал с монументами древнего Перу. После нескольких недель работ Томпсон опроверг все предположения своего начальника: использование огромных глыб определялось гористым рельефом и необходимостью укрепления террас на склонах холмов, а сама по себе используемая технология была стандартной для архитектуры майя. Джойс оскорбился, отношения между старшим и младшими коллегами были напряжёнными, но отчёт Томпсона вошёл в опубликованные результаты раскопок, хотя и с ремаркой о несогласии главы экспедиции. Это привело к двойному конфликту: Эрик Томпсон резко критически оценил экспедицию Британского музея, и стремился вернуться в Филдсовский музей, дирекция которого из принципа не желала принимать его обратно. Далее Эрика направили на вновь открытые руины Пусильи в двадцати милях к юго-западу, где Томпсон обнаружил более двадцати стел, самая ранняя из которых была датирована 593-м годом нашей эры. Здесь же были обнаружены массивные опоры для древнего каменного моста через реку Мохо. В этом сезоне Томпсон сдружился с ассистентом-майя по имени Фаустино Бола, и общаясь с ним пришёл к выводу, что современные народы майя сохранили множество древних обычаев и религиозных представлений. Это означало, что археологические раскопки могут быть существенно дополнены этнографическими наблюдениями. После возвращения Томпсон подготовил монографию «Этнология майя южной и центральной части Британского Гондураса», вышедшую в свет в 1930 году. Далее куратор Чикагского музея Бертольд Лауфер предлагал переориентировать археологический отдел на раскопки в Перу, а не в зоне майя. В конечном итоге, все конфликты были урегулированы, неизменной осталась и программа раскопок. В сезоны 1929 и 1930 годов Томпсон завоевал доверие своих рабочих из майя, и добытые им данные были опубликованы в 1931 году Филдсовским музеем. Параллельно Томпсон участвовал в незаконном вывозе найденных художественных ценностей, загоревшись идеей расширить прежде малозначительные индейские фонды Филдсовского музея. Во время второго экспедиционного сезона в Британском Гондурасе возник конфликт из-за расписной вазы, которую британцы вознамерились вывезти в Лондон. Томпсон писал начальству в Чикаго, что разделение коллекции сразу снизит её научную и музейную ценность, и даже брался замаскировать расписную керамику пылью и пеплом от представителя Британского музея Баттискомба Ганна. Многолетним информатором и другом на всю жизнь для Эрика Томпсона стал его индейский кум — выходец из Сокоца по имени Хасинто Куниль.
Работая в Чикаго, в 1930 году Томпсон женился; медовый месяц Эрик и его невеста-англичанка Флоренс (урождённая Кинз) провели на раскопках в Чичен-Ице и Кобе. Руководству Филдсовского музея он предлагал организовать двухлетнюю археолого-этнографическую экспедицию, результаты которой образуют отдельную выставку с целью «демонстрации гения цивилизации майя, которая опровергает культурное превосходство Старого Света». Для экспонирования находок предлагалось воздвигнуть возможно более точную реконструкцию здания майя. В 1931 году Томпсон выпустил в свет «Историю майя с древнейших времён до наших дней» (при поддержке и в соавторстве с Б. Ганном). Тогда же начался первый сезон раскопок Филдсовского музея в Сан-Хосе — малом церемониальном центре (этот термин Томпсон предпочитал «городу»), полный отчёт о которых увидел свет спустя восемь лет. С Институтом Карнеги Томпсон впервые стал работать в сезон 1934 года, когда во время совместной экспедиции он получал жалованье из Чикаго, тогда как Институт Карнеги предоставлял 500 долларов для закупки произведений искусства, добытых туземными «чёрными копателями». Далее из-за последствий Великой депрессии Филдсовский музей более не был в состоянии финансировать большие экспедиции; одним из немногих учреждений в США, располагающий средствами на центральноамериканские раскопки, оставался Институт Карнеги. Перейдя в Институт Карнеги (в отдел исторических исследований), Томпсон с 1936 года работал в Рио-Бек, открыв новые постройки, а также в Эль-Пальмаре, в котором описал 44 неизвестных ранее стелы. Сезон 1938 года прошёл в Британском Гондурасе, в котором Томпсон выстраивал стратиграфию археологических находок по керамическому материалу, а также провёл разведывательную поездку по южному Кампече и Кинтана-Роо. В этот период интересы исследователя сместились в сторону этноистории, источниками для первых публикаций в 1938 году стали испанские отчёты XVI—XVII веков о народах чоль. Это же подпитывало интерес к положению народов майя в колониальный период и доказательству упадка цивилизации майя в регионах Центральной Равнины. В 1941 году археолог работал в Эль-Баиле и в 1947 году принял участие в исследовании только что открытого Бонампака. С конца 1940-х годов семейство Томпсонов владело собственным домом в тауншипе Гарвард близ Кембриджа.
От этнографии Эрик Томпсон в 1940-е годы перешёл к проблемам дешифровки некалендарных иероглифов майя. В 1943 году целых четыре публикации Томпсона были посвящены эпиграфике. В дальнейшем это вылилось в фундаментальные монографические исследования о письме майя (1950), каталог иероглифов (1962) и комментарий к Дрезденскому кодексу (1971). Он не оставлял полевой работы, принимая с 1953 года участие в раскопках Института Карнеги в Майяпане, в которых его сопровождал сын Дональд — будущий профессор перуанской археологии Висконсинского университета. В 1954 году вышла книга «Взлёт и падение цивилизации майя», через четыре года — комментированное издание путевых записок английского доминиканца XVII века Томаса Гейджа. Кроме того, в 1963 году Джон Эрик Томпсон выпустил автобиографию («пикантную», по определению Нормана Хэммонда). Известия о дешифровке иероглифики майя Юрием Кнорозовым в 1952 году вызвали возмущение антикоммуниста Томпсона («Предварительная расшифровка знаков майя» была выпущена Джоном за собственный счёт лишь в 1971 году); он так никогда и не согласился с наличием фонетических элементов в письме майя. Почти три десятка лет Томпсон поддерживал миф о цивилизации жрецов-астрономов древних майя: «…охват тем в сохранившихся календарных записях, предназначенных для прорицаний, не является исчерпывающим; военное дело, рыбалка, строительство, рождение и женитьба здесь не представлены». Однако в 1960 году он был вынужден согласиться с аргументами своей коллеги по Институту Карнеги Татьяны Проскуряковой, доказавшей что в текстах на стелах запечатлены события из жизни правителей, привязанные к жизненному циклу отдельного человека. В переписке Эрика и Татьяны 1958 года он сопоставил хронологические выкладки Проскуряковой с циклами жизни и правления правителей ацтеков и английских монархов, поскольку ему показалось подозрительным долгоцарствие майяских царей. Письмо 7 мая 1959 года содержало примечательное признание Джона Эрика:

Это опровергает мою заветную теорию о том, что майя настолько превосходили всё остальное человечество, что запрещали наносить на стелы записи о своих войнах, триумфах и взаимоистреблениях.
Оригинальный текст (англ.)It will upset a cherished theory of mine that the Maya were so superior to the rest of mankind that they kept themselves out of the stelae, and forbore to record their wars, triumphs & extinctions!

### Мировое признание (1958—1975)

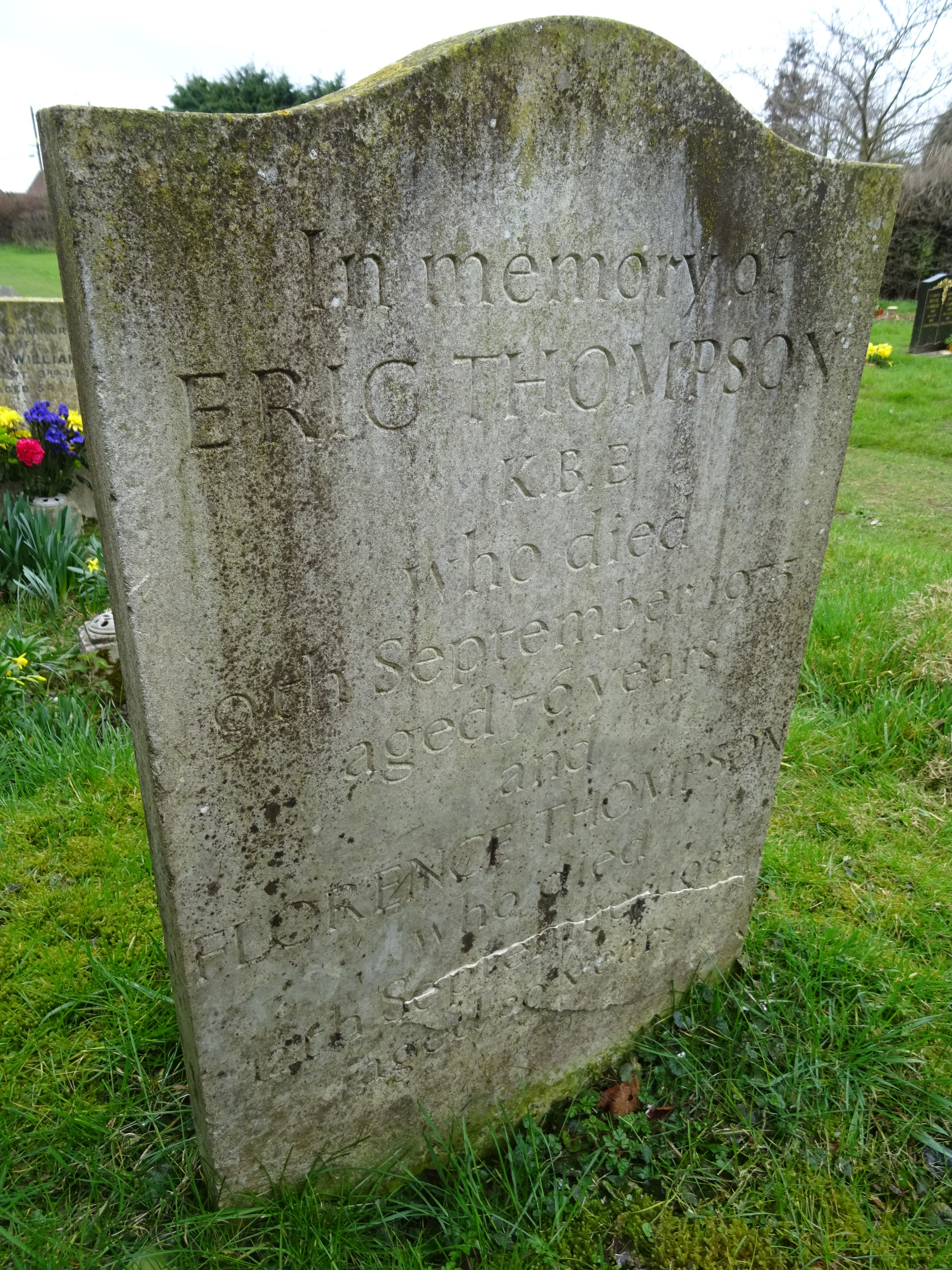
Надгробие Эрика и Флоренс Томпсонов в Эшдоне. Фото 2015 года

В 1958 году исторический отдел Института Карнеги был расформирован, после чего Томпсон ушёл на пенсию и вернулся в Англию. Он владел домом в Эшдоне в Эссексе (деревня в 20 км к югу от Кембриджа), что позволяло сохранять близость к крупнейшим интеллектуальным центрам. Свой коттедж супруги Томпсоны называли «Гарвардом», в честь города, в котором прожили два десятка лет. Своё 17-летнее пребывание в Англии Томпсон полуиронически сравнивал с «изгнанием Овидия, ожидавшего в Томах вестей из Рима», тем не менее именно в этот период слава его приобрела всемирный масштаб. Учёный сделался членом Британской академии, в 1952 году возглавлял Международный конгресс американистов, проходивший в Оксфорде, будучи членом его постоянного комитета. После окончания раскопок в Майяпане в 1959 году Автономный университет Юкатана присвоил Томпсону почётную докторскую степень. В том же 1959 году почётную степень присвоил ему Пенсильванский университет. Ещё в 1945 году Королевский антропологический институт Великобритании и Ирландии присудил учёному Rivers Memorial Medal. В 1955 году Томпсон удостоился шведской Viking Fund Medal в области археологии, и в 1962 году был награждён медалью Дрекселя. В 1964 году Томпсон был введён в члены испанского Ордена Изабеллы Католической по случаю Международного конгресса американистов в Севилье, президентом которого был избран. В 1965 году он был удостоен мексиканского Ордена Ацтекского орла и премии Саагуна (1971). В 1972 году почётную докторскую степень учёному присудил Тулейнский университет. Наконец, в 1973 году Фицуильям-колледж ввёл Томпсона в число своих почётных членов и присвоил степень доктора литературы Кембриджского университета honoris causa.
В ознаменование 76-летия, королева возвела Эрика Томпсона в рыцарское достоинство, указ об этом был опубликован в первый день Нового года. В феврале 1975 года по приглашению Её Величества и губернатора Юкатана сэр Эрик Томпсон служил гидом Елизаветы II по руинам Ушмаля во время официального визиты королевы в Мексику. Торжественный банкет во дворе одной из построек было решено отметить индейским молением богам дождя Чакам, после чего в разгар сухого сезона прошёл ливень (по своему мировоззрению сэр Эрик всегда оставался англиканином). После окончания королевского визита Томпсон посетил новые раскопки в Кобе. Далее он побывал в Гватемале, где был удостоен Ордена Кетцаля. Практически сразу он отправился в путешествие по Перу и Боливии, во время которого тяжело заболел. Это оказалось онкологическое заболевание, борьба с которым продолжалась около шести месяцев. Исследователь Иан Грэм вспоминал, что Томпсон не испытывал болей и «отошёл в мир иной спокойно, по-христиански». Сэр Джон Эрик Сидни Томпсон скончался 9 сентября 1975 года в Кембридже и был похоронен на церковном кладбище Эшдона. Библиотека и картотека учёного были завещаны отделу этнологии Британского музея и должны сохраняться в целостном виде.

## Томпсон — археолог и этнограф

### Теоретико-методологический фундамент
Немецкий лингвист и этнограф Томас Бартель характеризовал Эрика Томпсона как «типично британского» учёного. В частности, он не владел немецким языком, и не мог знакомиться с новейшими достижениями немецкой науки. «Сэр Эрик наследовал тип широко образованного и опытного ориенталиста, образца до 1914 года», являясь своего рода «барочным полиматом». Томпсон-учёный, несмотря на претензии на роль майяниста-универсала, с точки зрения Бартеля, «развивался неравномерно». Его нельзя назвать профессиональным этнографом, так как полевые наблюдения не основывались ни на какой теории; равно, он не являлся лингвистом и филологом, упорно цеплялся за устаревшие представления, например, считал взаимосвязанными цивилизации к северу и югу от Панамского перешейка. Мировую славу ему составили штудии в области этноистории, но даже в этой сфере многие убеждения Томпсона Бартель называл «почти религиозными». Эрику Томпсону не удалось сделаться «Шампольоном или Вентрисом майянистики», несмотря на многолетние претензии и действительно крупный вклад в структурное изучение письменности майя классического периода. Лично знакомый с Томпсоном майянист Иан Грэм также отмечал, что сэр Джон Эрик в первую очередь применял исторический подход и мало интересовался «формальным изучением культурной эволюции». Майкл Ко отмечал, что благодаря четырём годам, проведённым в Аргентине, Томпсон свободно владел испанским языком, и «был одним из немногих нелатиноамериканских майянистов, который чувствовал себя как дома, говоря на этом языке». Однако М. Ко крайне скептически относился к полученной Томпсоном антропологической специальности:

Понятия не имею, почему Эрик выбрал антропологию, поскольку, по моему опыту, он мало видел толку что от самой этой дисциплины, что от людей, которые ею занимались. В его работах практически нет упоминаний о великих предшественниках антропологии или об их находках и теориях. Так, Эрик много писал о религии майя, но в его трудах едва ли можно обнаружить хоть какое-то знакомство с такими мыслителями-теоретиками в этой области, как Эмиль Дюркгейм, Джеймс Фрэзер или Бронислав Малиновский. Выглядит это так, будто кто-то решил сделать карьеру в эволюционной биологии, игнорируя Дарвина.

### Работы в области этнографии и археологии

#### «Этнография майя Южного и Центрального Британского Гондураса»
Первые публикации Э. Томпсона вызвали интерес рецензентов. Георг Хёльткер в рецензии на краткое введение в цивилизацию майя, изданную в 1927 году Филдсовским музеем, отмечал, что и американистику постигла узкая специализация, что резко повышает спрос на общие обзоры для ознакомления неспециалистов. В этом отношении рецензент Георг Хёльткер называл «Введение в цивилизацию майя» (The Civilization of the Mayas) «рекомендуемой», а его автора и аккуратным в деталях учёным, и отличным писателем. Георг Хёльткер откликнулся и на монографию «Этнография майя Южного и Центрального Британского Гондураса». Сам Томпсон во введении к своему труду отмечал, что этнография и антропология майя намного хуже изучена, чем у народов Центральной Мексики или Перу. Испанские колонизаторы и миссионеры оставили значительно меньше описаний племён майя эпохи конкисты. Между тем, в условиях недешифрованности письменности майя систематическое изучение культуры современных народов майя-киче позволит пролить свет на цивилизацию древних майя (по аналогии с исследованиями в Колумбии племён кагаба и древних чибча). В монографии обобщались результаты четырёх экспедиционных сезонов Томпсона в Британском Гондурасе, в результате которых выяснилось существование двух культурных комплексов, группируемых вокруг Сан-Антонио и Сокоца. Рецензент вновь обращал внимание на тщательность работ автора в поле и научную корректность интерпретаций: например, в свете сообщений источников колониальной эпохи (де Ланда или Диаса дель Кастильо, книг Чилам-Балам или Пополь-Вух) раскрывается смысл многих «бессмысленных» обычаев современных майя; также выясняется, что влияние католицизма, несмотря на века миссионерства, оказалось очень поверхностным. Томпсон, не владея языком местных майя, не пытался использовать лингвистические данные, хотя и зафиксировал несколько молитв, записанным в Сан-Антонио.
В рецензии Ричарда Лонга на «Этнографию майя», работа, проделанная Томпсоном, именовалась «крайне необходимой», и помещалась на «передний фронт» сравнительных исследований, которые в перспективе сулят дешифровку письменности древних майя. Много примечательных деталей содержится и в описаниях фольклора и ритуала майя, например, явные параллели между некоторыми сюжетами индейских сказок и «Дядюшки Римуса». Общий объём фольклорной информации, собранной Томпсоном, достигает шестидесяти страниц. Полученные данные подтверждают, что языком так называемого «Древнего царства» (государств майя классического периода) являлся предок современного чольского. Ричард Билс подчёркивал, что Томпсону удалось определить, что индейцы майя даже в 1920-е годы вели тот же образ жизни, что и их далёкие предки, занимались подсечно-огневым земледелием, а выращиваемые ими культуры аборигенные, а не завезённые европейцами. Соответственно, и верования привязаны к циклу сельскохозяйственных работ, и не могут быть вытеснены католицизмом. Описанный Томпсоном метод растирания зёрен и печения тортилий отличается от применяемого индейцами в Синалоа и Соноре. В целом, исследование называется пионерным в применении историко-сравнительного метода, важным доказательством глубокой преемственности современной индейской и доколумбовой культуры майя.

#### «Археологические исследования в Южном округе Кайо» и «Раскопки в Сан-Хосе»
В 1931 году Томпсон выпустил исследование «Археологические исследования в Южном округе Кайо, Британский Гондурас». В краткой рецензии Георга Хёльткера монография была отнесена к историческому жанру: согласно Томпсону, обследованная им территория была населена народом мопанов, относимых к группе майя, чья культура и религия хорошо коррелирует с доколумбовой. Ч. Лотроп отметил, что главные достижения Томпсона были связаны с раскопками двух церемониальных центров Цимин Каш Кахаль Куниль в округе Кайо, обнаруженные в которых календарные записи относились к 835 году. Значительную часть книги занимали описания стратиграфии находок и соотношение обнаруженных в гробницах и ритуальных тайниках каменных изделий, ракушек и керамики с аналогичными находками из Лубаантуна и Копана. Обобщающая глава о керамике майя в Петене была основана на коллекции Музея Пибоди, и это позволило Томпсону построить периодизацию майяской керамики. Лотроп резюмировал, что «Томпсон обнаружил много материалов в до сих пор неизвестной части территории майя и умело интерпретировал находки по отношению к имеющимся».
Уровень монографии о раскопках в Сан-Хосе (Британский Гондурас) заставлял рецензентов использовать превосходные степени. Так, Марио Марискаль заявил, что книга Томпсона «великолепна как по концептуальной основе, так и по её реализации», «гениальна, если такой эпитет можно использовать по отношению к стратиграфии», и тому подобное. Здесь же проявился характерный для Джона Эрика литературный стиль, когда предмет описывался в старомодной витиеватой манере с изобильным цитированием английских классиков: исследование начиналось со стихотворения Джона Мейсфилда. В содержательном отношении это было всеохватное исследование стратиграфии залегания майяской керамики, вписанной в археологический контекст Вашактуна. Томпсон выделил пять типов керамического материала, который скрупулёзно сопоставил с аналогичными находками в Вашактуне и других раскопанных к тому времени центров майя. В специальных таблицах археолог датировал керамические горизонты по европейскому календарю и индейскому в собственной корреляции Томпсона. Работа была снабжена приложениями, в том числе очерком Энни Шеппард о технологии изготовления керамических изделий в Сан-Хосе. Ричард Лонг акцентировал факт, что Томпсон сосредоточился на периферийном регионе древней цивилизации, от которого в целости не осталось ни одной надписи: сохранилась единственная стела и остатки лепного иероглифического фриза на алтаре. Керамическая стратиграфия названа «выдающимся вкладом» в археологию майя, тем более что Томпсон предложил эффективный метод для исследований внешнеторговых маршрутов жителей древнего Петена. Археолог Линтон Саттертвэйт (Пенсильванский университет) подчёркивал, что новое исследование Томпсона «бросает вызов» любому американисту, поскольку Джон Эрик сумел гармонизировать все свои неохватные интересы: дешифровку календаря и некалендарных иероглифов майя, исследования связей цивилизаций Северной и Южной Америки, этнографии и полевой археологии. Работа построена на материалах раскопок Института Карнеги, проводимых в 1931, 1934 и 1936 годах. Томпсон настаивал на исследовании небольшого провинциального городища, поскольку оно должно представить типичные для культуры майя явления и предметы, не требуя огромных затрат времени и средств. Обнаруженный керамический материал подтвердил, что Сан-Хосе имел не менее длительную и богатую историю, чем самые известные городские центры, даже будучи лишённым эффектных построек и сколько-нибудь объёмных текстов.

#### «Археолог майя»
В 1963 году Эрик Томпсон опубликовал книгу мемуаров, посвящённую годам полевой работы с памятниками цивилизации майя. Рецензент Кэррол Райли (Университет Южного Иллинойса) подчёркивала, что содержательно книга сводится к пятилетию, когда Джон Эрик только начинал работу в археологической зоне майя. Его первый раскопочный сезон 1926 года прошёл в Чичен-Ице, в 1927 году Томпсон в первый раз копал в Британском Гондурасе, в 1929 году работал в Петене на руинах Вашактуна и Тикаля, совершив в компании супругов Спинден путешествие в Гондурас к городищу Копана. Связное изложение завершается сезоном 1931 года в Британском Гондурасе, затем следует очень краткий экскурс в 1936 год и эпилог, датированный 1959-м годом, когда автор получал в Мериде почётную докторскую степень от университета Юкатана. Однако изложение не является строго хронологическим, описано много событий разного времени, обыкновенно, поданных в юмористическом ключе. Высокой оценки удостоились словесные портреты его старших коллег Морли, Ганна и Спиндена. О собственно археологии в книге говорится мало, это скорее путевой дневник, обрамляющий научные изыскания, в котором перемешаны важные находки и памятные мелочи. Томпсон много пишет о бытовых неудобствах, подстерегающих во влажных тропических джунглях, «проявляет истинный дар писателя, описывая диалоги подвыпивших индейцев, или состояние воды в колодцах в разгар сухого сезона», или сцену на пироге посреди реки, заботясь о том, «чтобы не наскучить читателю». Автору явно симпатичны индейцы майя — как древние, так и современные. При этом он не идеализировал индейцев и позитивно рассматривал деятельность инквизитора де Ланда, который прекратил жертвоприношения детей, и в этом отношении противостоял сложившейся среди майянистов традиции. К. Райли считала, что «Археолог майя» очень полезен для параллельного чтения с основным историческим трудом Томпсона «Расцвет и падение цивилизации майя».

## Исторические воззрения Эрика Томпсона

### Истоки «модели Томпсона»

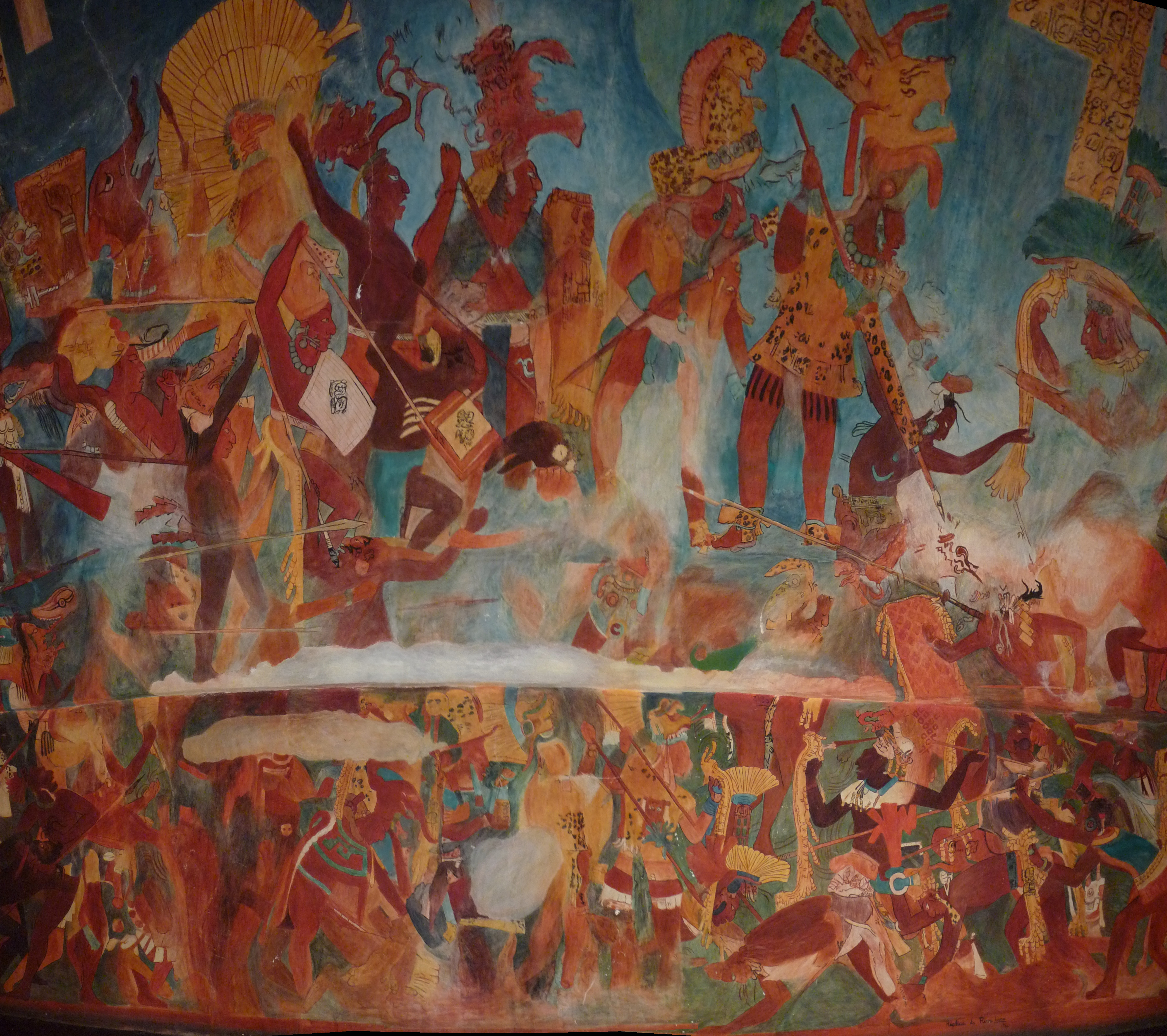
Сцена битвы на одной из фресок Бонампака. Эрик Томпсон последовательно поддерживал концепцию пацифистского общества древних майя

В майянистике Эрик Томпсон являлся учеником Сильвануса Морли, у которого усвоил концепцию морфологических признаков цивилизации майя (по археологическим объектам) и схему деления истории на так называемые «Древнее» (до 1000 года н. э.) и «Новое царства». Древнее царство локализовалось в долинах Усумасинты и Мотагуа, а также плато Петен. Новое царство располагалось на севере Юкатана, куда переселились колонисты с юга; горные области Морли не считал относившимися к зоне культуры майя. Именно Морли настаивал, что возникновение, рост, расцвет и падение цивилизации майя совершились «без какого-либо влияния внешнего мира», как в «идеальной лаборатории», изолированной от внешнего контакта. Являясь сторонником диффузионизма, Морли утверждал, что именно майя были изобретателями письменности, нумерации и календаря в Западном полушарии. Морли являлся изобретателем мифа о мирном характере древних майя, и отсутствии сцен насилия и военных действий в искусстве Древнего царства. С. Морли отрицал наличие исторических сведений в надписях майя, считая их привязанными к датам освящения памятников. Практически все свои выкладки, включая теорию завоевания Юкатана выходцами из Центральной Мексики, Морли обосновывал на собственных раскопках в Чичен-Ице.
Эрик Томпсон явился первым майянистом, который разработал целостную концепцию политической и социальной организации майя классического периода, которая в 1979 году была обозначена как «томпсоновская модель» (Thompsonian model). В этой модели «города-государства» являлись религиозно-церемониальными центрами без постоянного населения (или с очень маленьким числом жителей), окружёнными сельской периферией. Таким образом, социально-политическая структура майя была двухуровневой: деревенские жители практиковали подсечно-огневое или переложное земледелие, а в культовых центрах жрецы исполняли ритуалы. Власть носила теократический характер, а геополитическое пространство было раздробленным, децентрализованным, в котором малые по размеру независимые политии были слабо интегрированы между собой. Теократию майя Томпсон описывал как своего рода «историческую аномалию» или утопию (в терминологии Дж. Эка): мирное эгалитарное общество, в котором элита являлась носителем высших интеллектуальных и эстетических идеалов, служа посредниками между крестьянами и божествами. Поскольку в период 1914—1958 годов вся территория раскопок классической цивилизации майя была монополизирована Институтом Карнеги, томпсоновская модель стала доминирующей в мировой майянистике. Джеральд Эк (Университет Западного Вашингтона) утверждал, что формирование модели Томпсона происходило на основе полевых наблюдений за индейцами майя первой половины XX века, которые ещё сохраняли общину и традиционные верования. Индейцы, среди которых работали учитель Томпсона Морли и он сам, жили эгалитарными общинами, занимались подсечно-огневым земледелием, разработав экономику, обслуживающую небольшие рассредоточенные группы населения на энеолитическом уровне технологии. И Морли, и Томпсон игнорировали факт, что археологические поселения очевидным и фундаментальным образом отличались по структуре, и некритически переносили на древность аналогии с современными им майя. Разработанная концепция подсечно-огневого земледелия как единственно возможного образа жизни в низинных землях майя не подвергалась переосмыслению до 1960-х годов; в рамках этой концепции разъяснялась рассеянность майяского земледельческого населения. Поскольку в текстах майя читались только даты, это оставляло большой простор для спекулятивных гипотез, «подтверждаемых» интерпретациями изображений на стелах, притолоках и алтарях, а также личным авторитетом исследователей. Морли и Томпсон были убеждены, что надписи ограничивались календарными, ритуальными и астрономическими предметами, не имея исторического содержания. Морли именовал искусство майя «безличным» и категорически утверждал, что на памятниках нет ни единого знака, фиксирующего имена их создателей.

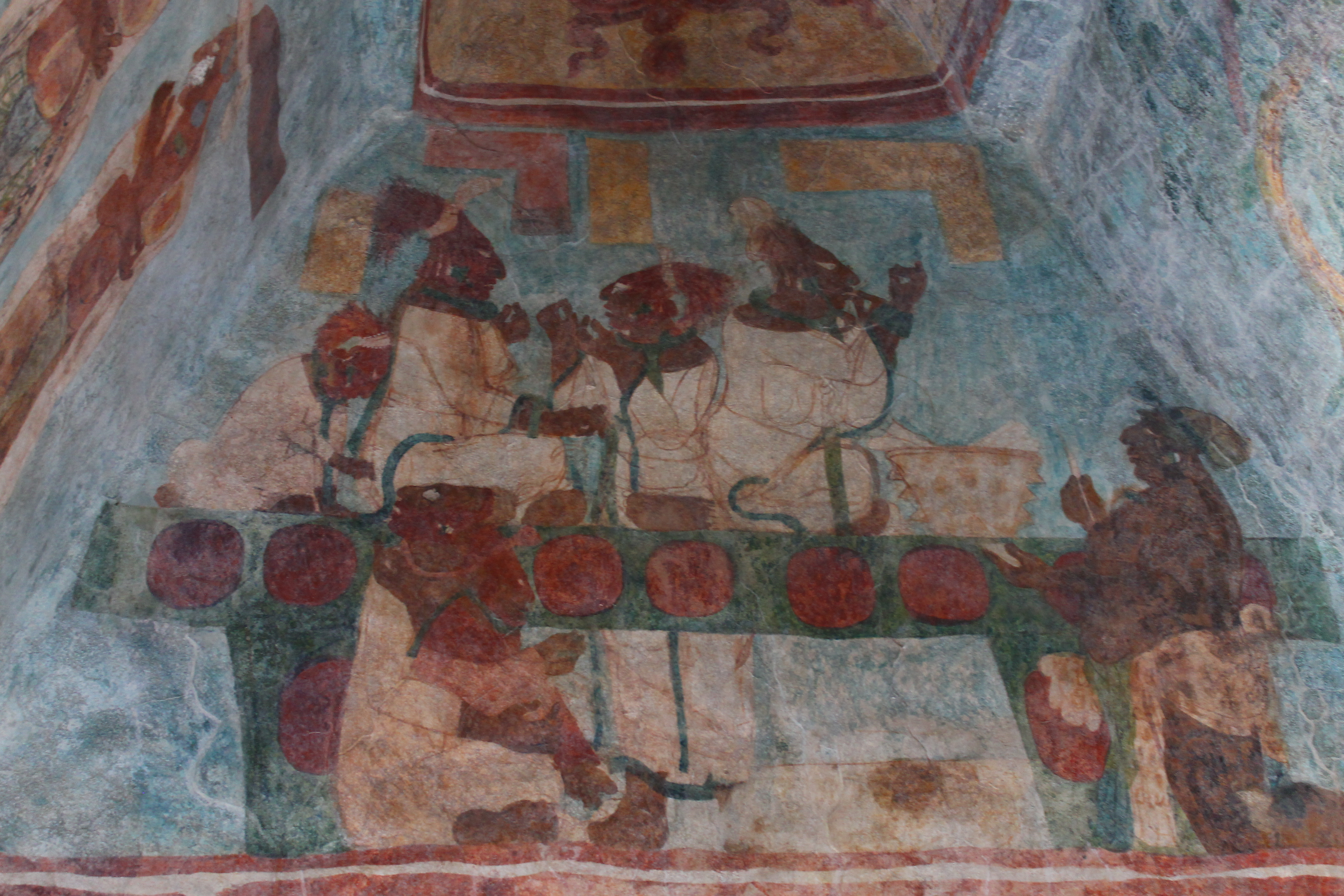
Фреска из камеры 3 в Бонампаке. В интерпретации Томпсона — «беседующие чиновники»

Исследователи 1980-х годов (начиная с Линды Шеле) выражали удивление, что Томпсон игнорировал явно светский характер искусства майя, множественность придворных сцен и изображений правителей. Даже открытие фресок Бонампака с изображениями военных приготовлений, битвы и кровавых жертвоприношений не изменило позиции Томпсона. Высказывались предположения, что на Томпсона сильно повлияло его викторианское воспитание, откуда проистекали его постоянные параллели между обществом майя и европейским средневековьем. В альбоме, посвящённом исследованию фресок Бонампака, Томпсону принадлежал большой раздел с интерпретацией сюжетов (Татьяна Проскурякова в этом же издании анализировала художественные аспекты живописи и сравнивала их с известными фресками иных культур Мезоамерики). Джон Эрик уподобил роспись трёх камер храма драме в четырёх действиях в семи сценах с финалом. Главным действующим лицом является вождь-правитель (халач-виник), его семья и три низкоранговых вождя (батаб); а также воины, танцоры, музыканты, жрецы, прислужники и пленники. В первом акте происходит подготовка к танцу (две сцены в Камере 1), которой руководит главный вождь. Оркестр начал исполнение увертюры во второй картине, когда танцоры и три батаба ждут своей очереди. Танцоры носят маски, изображающие водоплавающих животных, а ещё один, по-видимому, уподоблен божеству маиса. Второй акт занимает три стены Камеры 2. Томпсон утверждал, что идентифицированная первооткрывателями росписи битва — «это преувеличение», полагая, что речь идёт об акте «цветочной войны», то есть символического набега на безоружных людей с целью захвата жертв для приношения богам. Третий акт изображён на северной стене Камеры 2, в интерпретации Томпсона: «Жертвы готовятся к торжественному приношению». Пленники сидят перед халач-виником и батабами, двое из них уже принесены в жертву. Остальные умоляют главного вождя о пощаде, некоторые смотрят на капли крови, стекающие с пальцев (по современным представлениям, у них были вырваны ногти). Четвёртый акт поделён на три сцены и финал. Халач-виник, одетый в женский убор, совершает ритуал кровопролития, прокалывая язык; и Томпсон рассуждает о причинах переодевания. Вторая сцена изображает придворных чиновников беседующими, а третья сцена показывает группу носильщиков, тащащих паланкин с божеством. Финал — это зрелищный танцевальный ритуал, участники которого роскошно одеты и изукрашены. Человеческое жертвоприношение, вероятно, уже произошло, или произойдёт во время танца. Эрик Томпсон также попытался интерпретировать изображения божеств и даты (пояснительный текст на штукатурке плохо сохранился). Первая прочитанная им дата по «длинному счёту» была 9.18.0.3.4, 10 К’ан 2 К’айаб (то есть 14 декабря 790 года).
Склонность к гиперболизации и игнорированию очевидного доходила у Томпсона до крайности. В год открытия фресок Бонампака (1946 год) Джон Эрик категорически объявил, что скульптура майя классической эпохи лишена элементов насилия и военных сцен, а группы связанных пленников и жертвоприношения связывались им с астрономическими наблюдениями. Сцены войны, отождествление которых Томпсон не мог отрицать, ещё в его первой книге 1927 года были названы «сопротивлением вторгшимся из Мексики ордам». Эти заявления противоречили всем данным, известным к тому времени; и базировались лишь на отсутствии явно видимых укреплений в поселениях майя классического периода. Археолог Ричард Вудбери (Колумбийский университет) в рецензии на издание репродукций фресок Бонампака (не называя, впрочем, имён) констатировал, что «майя не являлись пацифистами». Кроме того, оказывалось, что и человеческие жертвоприношения играли в их обществе ничуть не меньшую роль, чем в Центральной Мексике накануне испанского завоевания. Джеральд Эк заявил, что данный казус есть «убедительное напоминание» о необходимости применения в гуманитарных науках принципа объективизма, то есть искоренения предвзятости и априорных схем при интерпретации.

### Эрик Томпсон об истории цивилизации майя

#### «Цивилизация майя»
Характеризуя воззрения Дж. Эрика Томпсона, Альберто Рус Луилье называл его «наиболее выдающейся личностью среди майянистов», ссылаясь на огромный охват всех аспектов цивилизации майя в его работах, что позволяло ему не замыкаться на специализированных исследованиях. В своей краткой книге 1927 года «Цивилизация майя» Томпсон демонстрировал восприятие исторической концепции Морли, включая различие Древнего и Нового царств. Томпсон, исходя из неверной интерпретации исторических разделов книг «Чилам-Балам», рассуждал о нашествиях племён, и захвате Чичен-Ицы и Чампотона, предположительно народом ица, а затем шивами. Однако это были внутренние конфликты майя, так как Томпсон считал невероятной обширную инвазию центральномексиканского населения и исхода майя из Петена на Юкатан. Очень рано Томпсон сформулировал гипотезу крестьянского восстания, в результате которого был уничтожен правящий жреческий класс. Основной причиной восстания было либо угнетение со стороны правящего режима, либо неудачная религиозная реформа, не принятая массами. Факт прекращения культурной деятельности (возведение монументов и регистрация дат) он истолковывал как результат изгнания или уничтожения господствовавшего класса. «Упрощение» культуры Нового царства истолковывалось как возврат к простым земледельческим культам, для обслуживания которых не требовалась сложная скульптура и расписная керамика. Небольшая книга для широкой аудитории оказалась самой популярной в творческом наследии Томпсона вообще: к моменту его кончины «Цивилизация майя» выдержала пятьдесят семь изданий.

#### «Расцвет и падение цивилизации майя»
В 1954 году Томпсон выпустил объёмный труд, предназначенный как для специалистов, так и для образованных читателей, стремящихся получить комплексное представление об этнической истории майя практически во всех аспектах их цивилизации. Роберт Стиглер (Колумбийский университет) отмечал, что Томпсон оказался в состоянии синтезировать почти неохватный корпус источников, включая практически все археологические, этноисторические и этнологические исследования нового и новейшего времени. Подход Томпсона противопоставлялся его учителю Морли, так как эрудит Джон Эрик не игнорировал археологических данных, не замыкаясь только на источниках колониальной эпохи и датах, почерпнутых из эпиграфики. Разным периодам истории майя (охватывающей период от середины 1 тыс. до н. э. и вплоть до XVII века) соответствовали разные источниковые комплексы, например, для постклассического периода это многочисленные этноисторические параллели. Большим достоинством книги назывались описательные главы, посвящённые астрономии, календарю, архитектуре, литературе, искусству, философии и религии. Именно в «Расцвете и падении…» Томпсон сформулировал понятие «философии времени», которая, согласно его мнению, определяла все аспекты майяской цивилизации. Реконструкция прошлого майя признана убедительной, кроме того, Томпсон не игнорировал попыток использования культуры майя для прослеживания некоторых универсальных закономерностей культурогенеза Старого и Нового света. Эти попытки определяются им как псевдонаучные, так как в любом случае требуется некая точка отсчёта, в качестве которой может выступать только конкретная культура, выбор которой неизбежно субъективен. Ключевой для Томпсона является гипотеза об упадке классической цивилизации майя в X веке нашей эры в результате грандиозного крестьянского восстания («причина, достаточно конкретная для любого материалиста»). Эрик Томпсон исходил из того, что цивилизация Древнего царства «преуспела в непрактичном, но потерпела крах в практических вещах». Именно этот момент вызвал критику Р. Стиглера, так как «непрактичность» оценивалась Томпсоном субъективно, исходя из того, «что впоследствии майя от этих достижений отказались». В известном смысле можно сопоставить подходы Томпсона и Тойнби (хотя ссылки на последнего единичны): концепция «непрактичности» явно основана на тойнбианском сопоставлении всех цивилизаций с точки зрения таксономии культур. Томпсон задавался вопросами, в каких именно сферах общественной жизни майя являлись «наиболее цивилизованными» в сравнении, например, с инками. Параллели с Тойнби проводил и Роберт Чемберлен.
Ральф Ройс (Институт Карнеги) в первую очередь восхвалял литературные достоинства труда Томпсона, «свежесть» стиля напомнила рецензенту классические труды Лейарда и Стефенса. Каждая глава вводится эпиграфами, большей частью — из британских поэтов. Р. Ройс сразу выделил важнейшую тему книги: «повествование о пацифистской теократии, господство которой было опрокинуто воинственными мирянами-автократами, вероятно, иностранного центральномексиканского происхождения». Исследователь акцентировал внимание на тезисе Томпсона-эпиграфиста, что надписи майя не содержат ни исторических сведений, ни панегириков. Многочисленные сравнения с параллельными достижениями соседствующих цивилизаций Нового Света и аналоги с историей Запада «поучительны», хотя материалы книги доказывают, что майя развивались независимо от культур Старого Света. Очень характерной является концепция философии времени у майя, которая выводилась из цепочек дат, расшифрованных автором. Роберт Редфилд (Чикагский университет) называл гипотезу крестьянского восстания неубедительной и указывал на откровенную позицию культурного диффузионизма, пропагандируемую Томпсоном. В частности, он полагал, что Америка была заселена из Азии уже в эпоху неолита, и первые поселенцы принесли с собой технологии гончарного дела, прядения, ткачества и земледелия (хотя были вынуждены одомашнивать растения Нового Света, не имея семян).
В рецензии на переиздание 1966 года Альфред Киддер II (Музей Пенсильванского университета) констатировал, что книга за десятилетие сделалась «классической». В связи с бурным развитием майянистики (в предисловии перечислялись новые открытия в Тикале, Паленке, Цибильчальтуне, Алтар-де-Сакрифисиос), автор добавил трёхстраничную главку, посвящённую коммерции и торговле у майя, и постарался учесть открытия, совершённые за десятилетие. Однако крупным недостатком называется именно обращённость к максимально широкой аудитории, из-за чего «Расцвет и падение цивилизации майя» лишена раздела по историографии и ссылочного аппарата, а также не суммируются «скучные» данные по архитектуре, керамике, и тому подобных археологических материях. Тем не менее книга именуется эталоном труда для первоначального введения в предмет, не в последнюю очередь благодаря блестящему литературному стилю и юмору автора. Вольфганг Хаберланд (Гамбургский этнографический музей) ссылался на «эвлогию» Ральфа Ройса, и сравнивал Томпсона с «совой Афины». Рассматривая различия изданий 1954 и 1966 годов, Хаберланд обратил внимание на раздел об иероглифике, в котором Томпсон соглашался с наличием иероглифов-эмблем, обозначающих отдельные государства майя, и даже предлагал условное чтение имён правителей. Были добавлены восемь новых иллюстраций на отдельных вкладках, и 14 библиографических ссылок (которые даны на полях мелким шрифтом). Особое внимание рецензента вызвали художественные воспроизведения эпизодов из жизни майя («виньетки»), например, «Послушник» (религиозная церемония, включающая человеческое жертвоприношение), «Дневной цикл» (рабочий день семейной пары крестьян), «Архитектор в Чичен-Ице» (строительство), а также новеллы об ухаживании и браке, и похоронах одного майя.
Мексиканский археолог Альберто Рус Луилье в своей обобщающей работе 1981 года «Народ майя» также суммировал воззрения Томпсона на эту цивилизацию. В его понимании движущей силой истории майя были духовные силы. Жречество, постигнув космический порядок, исполняло роль медиатора между богами и людьми, стремясь обустроить человеческое общество по идеальным небесным образцам. «Дождь, посевы, плодородие земли, урожай, всё существование человека майя зависели от божественных влияний, а эти в свою очередь связывались с ходом светил, последовательностью календарных циклов, течением времени». Циклы дат на стелах и храмах в понимании Томпсона были отражением идей о бесконечном времени, в котором человеческие деяния столь же упорядочены, как возникновение и исчезновение небесных тел или смена времён года. Таким образом, все объекты в церемониальных центрах не имели практического значения:

…астрономия практиковалась не просто как наука, а как средство контроля над судьбами людей; знание действия небесной механики позволяло предсказывать будущее, так как всё в космосе является частью извечных циклов; каменные дороги служили не для соединения городов или районов и обеспечения торгового обмена, а для таких ритуальных целей, как религиозные шествия; свод, которым перекрывались здания, был изобретен не для того, чтобы придать большую крепость постройкам и сделать их более долговечными, а был «жертвенным» усилием.

#### «История и религия майя»
В 1971 году Эрик Томпсон выпустил объёмную монографию «История и религия майя». Книга включала девять глав, некоторые из которых были переработанными статьями, опубликованными Томпсоном в различных академических периодических изданиях. Рецензент Джереми Сэблофф (Музей Пибоди) подчёркивал, что книга цельная по содержанию, а логика изложения в разных главах демонстрирует преемственность. Содержательно главы посвящены роли путунов — майя, говорящих на языке чонталь, торговле, мексиканскому влиянию на низменностях Усумасинты, причинам депопуляции и восточной границе ареала майя, использованию табака у майя, мифологии творения. Книга выполнена в этноисторическом жанре, когда Томпсон использует для интерпретации данных археологических раскопок документы колониальной эпохи и современные этнографические наблюдения, в том числе личные. В главах, посвящённым духовной жизни, Томпсон пытался обосновать возможности приближения жречества классического периода к монотеизму, что обосновывается мифом об Ицамне. Дж. Сэблофф утверждал, что приведённые Томпсоном данные «подкрепляют» гипотезу о крахе цивилизации классического периода в результате вторжения из Центральной Мексики. В соответствующей главе Джон Эрик использовал аналогию между экспансией путунов из Чьяпаса в Древнее царство и македонским вторжением в Грецию IV века до н. э. Томпсон полагал, что именно насильственная смена элиты и религиозных культов майя на привнесённые из Мексики спровоцировала всеобщее восстание. Тем не менее никаких реальных археологических доказательств автор привести так и не смог. Не понравилась рецензенту и глава о торговле, носящая описательный, а не аналитический характер. Томпсон явно не различал торговли престижными изделиями для нужд знати и «утилитарной торговли» сырьём и предметами широкого потребления, равно как не видел разницы между местной и дальней торговлей, хотя и отмечал, что для перемещения грузов между горными областями и долинами у майя были только носильщики. Томпсон был вынужден признать, что «церемониальные центры» майя имели и рыночное значение, но не обосновал своего утверждения, что «рынки майя ничем не отличались от таковых в Центральной Мексике». Джереми Сэблофф подчёркивал, что уже в 1970-е годы наметился крупный интеллектуальный разрыв в майянистике между учёными старшего и нового поколений.
В рецензии Дж. Бушнелла отмечено усложнение взглядов Томпсона на вторжение путунов на Юкатан. С точки зрения английского учёного, путуны — это «маргинальная группа майя, находящаяся под сильным мексиканским влиянием», которая в IX веке совершила первое вторжение, захватив Сейбаль и Алтар-де-Сакрифисьос. Далее путуны превратились в «финикийцев Мексиканского залива», занявшись морской торговлей, обогнули Юкатан и основали базу на Косумеле. С Косумеля путуны вторглись на Юкатан с восточного побережья, и около 918 года оккупировали Чичен-Ицу. Именно путуны построили первый вариант пирамиды Эль-Кастильо, которая ещё не имела тольтекского стиля. Вторая волна вторжения началась в 987 году, и связывалась Томпсоном с культом Кукулькана. К этому периоду относится Храм Воинов и оформление Эль-Кастильо со «змеиным» орнаментами, большая площадка для игры в мяч, и другие постройки. Бушнелл также отмечал содержание главы о табаке. Древние майя практически не курили, измельчённые табачные листья жевали с лаймом, и широко использовали в религиозных ритуалах и для прорицаний при вводе медиума в транс; впрочем, эти аспекты рассмотрены очень кратко. Томпсон предполагал, что практика потребления табака пришла из региона южноамериканских Анд, аборигены которого жевали подобным образом листья коки.

## Дешифровка письменности майя и Эрик Томпсон

### Календарь майя
К вопросам эпиграфики майя Эрик Томпсон обратился в самом начале своей научной карьеры, обратившись, в том числе, к проблемам календаря и астрономии древних майя. В 1927 году Томпсон исследовал методы корреляции «длинного счёта» майя, впервые предложенные Джозефом Гудманом и подтверждённые мексиканским учёным Хуаном Мартинесом Эрнандесом. Сторонником именно этой корреляции Томпсон оставался до конца жизни и именно она утвердилась в современной майянистике. Крупным открытием Томпсона, совершённым в 1929 году, стало отождествление серии «G» так называемой «дополнительной серии». Тексты на стелах и монументах классического периода начинаются датой длинного счёта, сочетающегося с датой 52-летнего ритуального цикла. Однако между иероглифами дней и месяцев встречается группа знаков «дополнительной серии», причём сразу после иероглифа дня может находится «Иероглиф G». Томпсон раскрыл, что это последовательность нескольких переменных знаков. Всего их девять, которые образуют повторяющийся цикл, не связанный с лунным циклом. Эрудиция Томпсона позволила ему отождествить эти знаки с ацтекскими представлениями о девяти Владыках Ночи — сменяющихся ночных божествах, ведающих тёмными часами, полагая их структурно-функциональную взаимосвязь с культурой майя. Это также свидетельствовало о фундаментальном единстве мезоамериканских систем мировоззрения. Далее Томпсон выделил 819-дневный период, представляющий магические числа 7 (число земли), 9 (подземный мир) и 13 (небеса), значение которого так и осталось непонятым. Для ритуалов классического периода этот цикл использовался в проведении церемоний, связанных со сторонами света и богом-покровителем царствующих домов. Исследования Томпсона сыграли решающую роль в дешифровке выделенных Гудманом «дополнительных дат». Некоторые из этих дат совпадали с годовщиной начальной даты «длинного счёта» с интервалами в 5, 10 или 15 тунов (один тун равен 360 дням), некоторые отмечали конец больших периодов. К 1934 году Томпсону удалось отождествить иероглифы «счёта вперёд» и «счёта назад», а также иероглиф для периода в 15 тунов (15 × 360 дней), и интерпретировать знаки, обозначающие цвета и стороны света. Данные открытия широко использовались Томпсоном для обоснования наличия у майя философии времени.

### Проблема некалендарных иероглифов

#### Томпсон и Уорф
Крупнейшим достижением Томпсона-эпиграфиста была монография «Иероглифическая письменность майя» (1950). Книга вызвала большой резонанс в научной среде. Майкл Ко следующим образом характеризовал эту работу:

Для тех, кто хочет знать, как работал календарь и какую роль в жизни майя играла астрономия, эта книга необходима. Эрик был превосходным специалистом в иконографии: он предложил проницательное и в целом правильное понимание религии и мифологии майя (здесь бесспорно сказалось положительное влияние Хасинто Куниля). Если оставить в стороне тяжеловатые художественно-литературные аллюзии, книга Томпсона может многому научить. Я рассматриваю её не как своего рода Summa Hieroglyphicae письменности майя, как полагают многие, а как своего рода гигантскую, сложную засеку, преградившую путь к дешифровке целому поколению западных учёных…
Монография Томпсона была преимущественно посвящена толкованию календарно-цифрового шифра майя, который представлялся ему надёжной основой, чтобы попытаться трактовать смысл некалендарных иероглифов. Комплексное изложение взглядов Томпсона на письменность майя сводилось к единственной главе «Оглядываясь назад и смотря вперёд». Майкл Ко утверждал, что Джон Эрик продемонстрировал стиль мышления, который более всего напоминал фантастические попытки чтения египетских иероглифов Диодором Сицилийским, Гораполлоном и Кирхером. Томпсон заявил, что иероглифы майя — это «анагогические знаки», то есть метафорически передают духовно-мистические смыслы. «Без полного понимания текста нельзя, например, сказать, относится ли присутствие иероглифа собаки к роли этого животного как носителя огня для человечества или к его обязанности приводить мёртвых в подземный мир». Иными словами, Томпсон даже не сомневался, что письмо майя передаёт мистические смыслы, поэтому задачей дешифровщика является изыскание как можно большего числа мифологических аллюзий. Майянист-эпиграфист должен отыскать мифологические ассоциации для каждого знака, что «приведёт нас, с ключом в руке, к порогу внутренней цитадели души майя и предложит нам войти». Томпсон, таким образом, полагал, что толкование или чтение одного знака бесполезно для дешифровки остальных иероглифов, отрицая существование у майя системы письма как таковой.
Эрик Томпсон широко применял к эпиграфическим памятникам майя структурный метод. В книге 1950 года он подразделил все знаки письменности майя на «главные» и «аффиксы». Элемент бо́льшего размера в иероглифическом блоке, так называемый «главный», определяет смысл иероглифа, тогда как «аффиксы» придают смыслу оттенки. Аффиксы передают грамматические категории, в частности, предлоги, указывают степень родства, и тому подобное. Томпсон не мог объяснить, почему одни и те же знаки могут выступать и как «главные», и как «аффиксы», и даже меняться местами. Позднее оказалось, что исследователь механически перенёс методы записи дат и числовой информации на тексты иного содержания. Томпсон заявил, что впервые дешифровал 30 иероглифов майя, приведя их в отдельном списке, предлагая фонетическое чтение только восьми знаков, поскольку не отрицал возможности передачи письмом майя фонетических элементов. В связи с вопросом фонетизма письменности майя Томпсон подверг резкой некорректной критике своего коллегу Бенджамина Уорфа, который в 1933 году опубликовал статью «Фонетическое значение некоторых символов в письменности майя». Уорф настаивал, что система письма передаёт звучащую человеческую речь, поэтому её изучение является предметом лингвистической науки. Неуспех всех попыток дешифровки письма майя, несмотря на наличие «алфавита Ланды» (небольшого перечня иероглифов с их фонетическим чтением в рукописи Диего де Ланды), объясняется отсутствием лингвистической подготовки у дешифровщиков. Данные, содержащиеся в рукописи де Ланды, показывают, что они передают действительно существующую систему фонетики. Материалом для анализа Уорфу служили репродукции кодексов майя, так как они были иллюстрированными, а иконография могла обеспечить подсказки для чтения. На примере Дрезденского кодекса Б. Уорф показал, что иероглифический блок в текстах майя имел чёткую лингвистическую структуру: сначала глагол, затем объект и субъект (обычно имя бога), что точно передаёт обычный порядок слов («сказуемое — объект — подлежащее») в юкатекском языке. В результате, к 1942 году Уорфу удалось определить в кодексах знак для глагола «сверлить», а также прочитать фонетически название месяца Мак, используя слоговые знаки, приведённые у де Ланды. Однако далее Бенджамин Уорф по непонятной причине занялся «атомизацией» структурных элементов иероглифики майя, игнорируя морфемно-силлабический характер письма, который сам же и определил.
Критику методологии Б. Уорфа Томпсон поместил во введение к «Иероглифической письменности майя». Бенджамин Ли Уорф оказался в одном ряду с «дискредитировавшими себя» Брассёр де Бурбуром, ле Рони, Ле Плонжоном, Крессоном и Томасом. Однако, по словам Майкла Ко, помимо оскорбительного тона, Джон Эрик Томпсон подтасовывал аргументацию: главный акцент он сделал на критике неверных фонетических чтений, проигнорировав показанную его оппонентом вероятную природу письменности майя. В 1952 году всё это было чётко обозначено в рецензии профессора лингвистики Виргинского университета Арчибальда Хилла, специалиста в области структурной лингвистики и истории английского языка. Хилл отметил, что в случае с письмом майя не идёт речи о неизвестном языке, а изображения на камне и в кодексах, обрамлённые текстом, и календарно-числовые символы позволяют догадываться о содержании текстов. Иными словами, «Розеттский камень» для майяской иероглифики существует, и провальные попытки дешифровки свидетельствуют лишь о недостатках метода. «Томпсон и не подозревает, что его проблема сугубо лингвистическая, тогда как он сам наивно этноцентричен». Согласно А. Хиллу, дешифровщик должен исходить из трёх базовых постулатов. Во-первых, письменность майя строго соответствует структуре языка майя. Во-вторых, иероглифы не должны рассматриваться поодиночке. Приводимые Томпсоном примеры толкований знаков взяты из самых разных источников, игнорируя контекст. «Язык состоит из цепочек высказываний, и атомизирующий подход не позволит переводчику продвинуться далеко». Хилл приводит следующий пример: «предположим, что английское письмо нашего времени дешифрует некий юкатанский учёный далёкого будущего. Он знает значение букв, из которых состоит слово „лошадь“, но это знание ему не слишком поможет в толковании таких фраз, как „лошадь другой масти“, или „верховая езда“». Иными словами, необходимо рассматривать большие последовательности знаков и проводить статистический подсчёт встречаемости тех или иных сочетаний. В-третьих, статистический метод позволяет раз и навсегда решить проблему порядка чтения надписей майя, так как при правильном порядке сочетания будут статистически последовательными, при неверном порядке структура будет утрачена. «Взгляд на эту или любую другую публикацию об иероглифах майя наглядно свидетельствует о том, что тесная связь надписей и языка майя, к сожалению, недооценивается». Уорф занимался языком, а Томпсон идеями, поэтому совершенно неважно, прав был Уорф или нет в прочтении конкретных знаков, ибо он последовательно представлял иероглифику как систему морфем, состоящую из фонетических элементов и ключей. Критику Томпсона А. Хилл называл «мракобесием» (obscurantism), так как Джон Эрик предлагал множественность вариантов дешифровки каждого отдельного знака. «При дешифровке лишь один вариант действителен и правилен».
В ответе на критическую рецензию Хилла Томпсон действовал так же, как в случае с Уорфом, сосредоточившись на второстепенных деталях, уязвимых для критики. Джон Эрик повторил определение выводов Уорфа как «фантастических» и постулировал бесполезность лингвистики для дешифровки письма майя: «Невозможно перевести все иероглифы на современный юкатекский язык, потому что многие из них являются идеографическими и во многих случаях соответствующий архаичный термин утерян».

#### Работы 1960—1970-х годов
В 1962 году Томпсон опубликовал сводный каталог иероглифов, в котором учёл материалы как эпиграфики, так и кодексов и надписей на керамике. Всего он выделил (в собственной терминологии) 355 базовых знаков, 370 аффиксов и 136 эмблем и неотождествлённых знаков. Более того, он предложил фонетическое прочтение для нескольких знаков, основываясь на юкатекском языке (для связки «префикс — главный знак — постфикс»). Однако он по-прежнему категорически отрицал возможность фиксации разговорного языка, о чём писал в предисловии. Равным образом, он отрицал ценность иероглифических надписей на расписных сосудах (некоторые по протяжённости были сопоставимы с эпиграфическими памятниками), утверждая, что это орнамент, проявление «желания художника создать хорошо сбалансированную и эстетически приятную композицию». Подход Томпсона полностью исключал возможность использования иероглифических текстов в качестве исторического источника.
Недостатки каталога Томпсона крылись в его организации: знаки классифицировались по принципу расположения их в тексте. Дробность каталога привела к тому, что большинство знаков оказалось каталогизировано по крайней мере дважды; однако он организован так, что ошибки снимаются при сличении. Всеобъемлющий характер каталога Томпсона стал причиной того, что им пользуются эпиграфисты и в начале XXI века, правда, с дополнительным списком редких и неясных знаков, составленным самим же Э. Томпсоном. Общее число знаков, выделенных Томпсоном, равно 1061. В статье 1968 года (не являющейся рецензией) Татьяна Проскурякова весьма критически оценивала томпсоновский каталог, в первую очередь, из-за принципиального игнорирования временно́го контекста использования каталогизированных знаков. Например, Проскурякова доказала, что две графемы, каталогизированные как Т 757 и Т 788, являлись одним и тем же знаком, изображающим голову сумчатой крысы, но используемые в классическую (Т 788) и постклассическую эпохи (Т 757). Ранее Томас Бартель указывал, что Томпсону следовало бы использовать потенциал так называемых «лицевых» знаков, изображающих конкретных существ и предметы, которые могут быть отождествлены, так как почти наверняка их название было фонетическим чтением данных знаков.
В 1972 году Томпсон выпустил краткое введение в письменность майя под названием «Иероглифы майя без слёз». Название отсылало к популярному на рубеже XIX—XX веков учебнику для начинающих «Французский без слёз», концепция которого предполагала, что можно изучать иностранный язык практически без усилий. Почти треть объёма книги (21 страница из 77) занимает глава о «правилах» построения иероглифов майя (всего 16), игнорирование которых, по мнению Томпсона, стало причиной многих ошибок при попытках дешифровки. Это иллюстрируется 11-страничным пошаговым описанием прочтения календарной даты и лунного цикла с косяка дверного проёма Храма 18 в Паленке, и на стеле F из Киригуа. Изложение завершается кратким описанием страницы 46 Дрезденского кодекса, где зафиксирован венерианский календарный цикл. Рецензент Хасинто Киранте обращал внимание на то, что в разделах об истории письма майя и его дешифровке ни словом не упоминается об иероглифах-эмблемах, выделенных Г. Берлином, и о доказательствах исторического содержания текстов из Яшчилана, сделанных Т. Проскуряковой. Майкл Ко называл эту книгу «чистым курьёзом».
Третьей фундаментальной работой в области иероглифики майя Эрика Томпсона стал «Комментарий к Дрезденскому кодексу, иероглифической книге майя». Томпсон попытался реконструировать внутреннюю структуру текста, выделив 13 разделов, которые относились к трём базовым предметам: альманах годичного ритуального цикла; астрономические и астрологические таблицы, включая расчёты венерианского цикла и лунных затмений; пророчества на год и 20-летний цикл (катун). Рецензент Маршалл Дарбин (Вашингтонский университет) отметил, что безотносительно того, будет ли текст кодекса когда-либо переведён, «Томпсон избавил следующие поколения учёных от составления индексов и иероглифического перечня всех 74 астрологических альманахов». Вместе с тем, математические таблицы Томпсона называются трудными для понимания и слишком краткими; чтобы понимать расчёты, приводимые по длинному счёту, приходится использовать «Введение в иероглифическую письменность» 1950 года. Отдельного упоминания удостоилось высочайшее качество факсимиле самого кодекса, сверенное со всеми его изданиями: оригинал сильно пострадал во время Второй мировой войны. В своём труде Томпсон вернулся к попыткам представить фонетические чтения, которые самим автором помечены как «надёжные» или «гипотетические». В целом, автор склонен соглашаться, что дешифрованные отрывки фиксируют юкатекский язык и примерно 90 % содержания книги доступно для понимания.

### Эрик Томпсон и Юрий Кнорозов
В 1952 году в третьем номере журнала «Советская этнография» вышла статья Ю. В. Кнорозова «Древняя письменность Центральной Америки», в которой автор разбирал успехи и неудачи использования списка чтений иероглифов майя Диего де Ланда, и заявлял приоритет в дешифровке некалендарных знаков письма майя. С точки зрения советского учёного, письмо майя в структурном отношении находится в одном ряду с египетской, месопотамской и китайской письменностями. В этих системах используются знаки трёх типов: идеограммы (логограммы), которые могут иметь как смысловое, так и фонетическое значение, собственно, фонетические знаки, и ключевые знаки (детерминативы), которые имеют только смысловое значение. Примеры письма майя в рукописи «Сообщения о делах в Юкатане» Диего де Ланда означают, что они имеют то самое звуковое значение, которое было им приписано, хотя они не исчерпывают всей письменности майя. Знаки, указанные индейскими информаторами епископа де Ланда, были созвучны названиям букв испанского алфавита, но обозначались не алфавитной, а слоговой записью в комбинации согласного и гласного. Как и в перечисленных видах древней письменности Старого Света, в майяской иероглифике знаки могли иметь несколько функций. Один и тот же знак может быть фонетическим, а в другом случае является идеограммой (в понимании Кнорозова, это «знак, обозначающий слово»), порядок письма может изменяться в эстетических целях, а фонетические знаки могут добавляться к идеограммам, чтобы уменьшить число вариантов прочтения.
Советские СМИ широко освещали открытие Кнорозова, 12 августа 1952 года в «Литературной газете» вышла заметка известного африканиста профессора Д. А. Ольдерогге, которая на следующий день была воспроизведена на страницах «New York Times». Реакцию Томпсона на это Майкл Ко сравнивал с объявлением войны. Хорошо знавший английского учёного Иан Грэм отмечал, что в случае с Кнорозовым Томпсон утратил присущую ему выдержку и допустил «нехарактерную для него язвительность», впрочем, оправдывая англичанина. В 1953 году Томпсон выпустил статью на испанском языке в мексиканском журнале «Yan», в которой откровенно писал, что «в Москве перешли от изобретения подводной лодки к изобретению бейсбола», обвинял Кнорозова в отсутствии у него «чести учёного», а его дешифровку провозглашал «советской пропагандой» и «марксистской фальшивкой».
В предисловии к собственному переводу «Сообщения о делах в Юкатане» Диего де Ланда (текст которого был положен в основу докторской диссертации 1955 года) Ю. В. Кнорозов заявил, что:

…Лидерам американских расшифровщиков придется удовольствоваться лаврами Афанасия Кирхера, который тем же методом и с таким же успехом читал в XVII в. египетские иероглифические тексты.
В августе 1956 года Кнорозов был включён в состав советской делегации на XXXII Международном конгрессе американистов в Копенгагене. По мнению Г. Ершовой, «участие Кнорозова на этом конгрессе было чрезвычайно важно и стратегически необходимо»: присутствовали значительные специалисты по американистике и майянистике, такие как Поль Риве, Дэвид Келли, Альфонсо Касо и Томас Бартель, которого сам Юрий Валентинович считал своим главным оппонентом. Бартель выступил с докладом «Противоречивое положение в исследовании письменности майя», в котором, не оспаривая правильности метода, обвинил Кнорозова в нарушении авторских прав. Эта позиция восходила к взглядам Э. Томпсона, который обвинил Кнорозова в «нарушении научной этики» (речь шла об использовании чтений К. Томаса и Б. Уорфа для перепроверки). Поскольку для представителей школы Томпсона знаки представлялись носителями высшего смысла, то результаты интерпретации рассматривались как «собственность» исследователя. Бартель в своём докладе также заявил, что задачей дешифровщика является генерирование максимального количества собственных интерпретаций.
Первый положительный отзыв на работы Кнорозова представил профессор Гётеборгского университета синолог Тур Улвинг, владевший русским языком. В своей статье о советской дешифровке он прямо утверждал: «трудно поверить, что такая непротиворечивая система могла быть разработана, если бы она не была по существу надёжной». Т. Улвинг справедливо отмечал, что работы Кнорозова касались исключительно кодексов, и что в эпиграфических памятниках классического периода встречаются знаки, вовсе не используемые в кодексах. Это не отменяло правоты советского учёного и того, что система письма была принципиально единой: «ключ, кажется, подходит, есть основания надеяться, что дверь в конечном итоге распахнётся». Убеждённым сторонником Кнорозова стал Майкл Ко, ещё в 1957 году вступивший с ним в переписку. В рецензии на перевод «Сообщения о делах в Юкатане», М. Ко обратил внимание американской аудитории на сравнение Томпсона с Афанасием Кирхером, на что тот оскорбился. Жена Майкла Ко — София Феодосьевна Добржанская (дочь Ф. Добржанского) — перевела на английский язык существенные части монографии Кнорозова о письменности майя, предисловие к которой написала Татьяна Проскурякова.
В 1959 году Эрик Томпсон выпустил объёмную статью в журнале «American Antiquity», в которой систематически изложил свои возражения Кнорозову. В частности, он утверждал, что в системном отношении письменность майя не отличалась от доколумбовой ацтекской, то есть не была фонетической. Только после Конкисты индейцы стали использовать фонетические элементы и «ребусный метод» для записи начальных гласных и финальных согласных. Томпсон утверждал, что «алфавит Ланды» — это попытка приспособить пиктографию к новой культурной ситуации или просто плод заблуждения миссионера. Метод Кнорозова, основанный на рукописи де Ланды как аналога «Розеттского камня», категорически отвергался на том основании, что фонетическое чтение и изобразительный знак совершенно не соотносились между собой. Отвергал он и все фонетические реконструкции русского учёного, в том числе сингармонизм, а также использования современного юкатекского языка для огласовки.
27 октября 1957 года датировано примечательное письмо Эрика Томпсона, направленное Майклу Ко. Автор настаивал, чтобы адресат обнародовал это письмо в 2000 году («Майк, ты собираешься увидеть 2000 год. Наклей это письмо на форзац „Иероглифической письменности майя“ и посмотри, так ли я неправ?»). Томпсон эмоционально утверждал, что от одного упоминания имени «Юрий» у него поднимается кровяное давление. Как отмечал Майкл Ко, предсказание Эрика, что от системы Кнорозова «ничего не останется, так же, как от работ Кира Томаса и Бенджамина Уорфа», сбылось прямо противоположным образом — все перечисленные учёные исследовали действительно имевшуюся у майя систему письменности, существование которой отрицал Томпсон.
В конце жизни Кнорозов дал интервью финскому майянисту Харри Кеттунену (Университет Хельсинки), в котором, в частности, сообщил, что Эрик Томпсон не был его личным противником, поскольку жил в реалиях холодной войны и «боролся с Марксом». Кнорозов продолжал критиковать американских эпиграфистов 1990-х годов, которые цепляются за интерпретации отдельных знаков, вместо системного понимания логики текста и увеличения количества читаемых иероглифов.

## Основные труды (с указанием рецензий)
Представительная библиография трудов Эрика Томпсона составлена Норманом Хэммондом
- Thompson J. E.; Laufer B. A correlation of the Mayan and European calendars. — Chicago : Field Museum Press, 1927. — 22 p. — (Fieldiana, Anthropology, v. 17, no.1).
- Thompson J. Eric. The civilization of the Mayas. — Chicago : Field Museum of Natural History, 1927. — 109 p. — (Fieldiana, Popular Series, Anthropology, no. 25). — 1 Map, 12 Text Figures, 14 Plates.
Höltker F. G. Review: [The Civilization of the Mayas by Eric Thompson] // Anthropos. — 1929. — Bd. 24. — S. 716. — JSTOR 40445836.
- Thompson J. E.; Laufer B. Ethnology of the Mayas of Southern and Central British Honduras. — Chicago : Field Museum of Natural History, 1930. — 213 p. — (Fieldiana, Anthropology, vol. 17, no.2). — 24 Plates in Photogravure and 1 Map.
Höltker F. G. Review: [Ethnology of the Mayas of Southern and Central British Honduras by J. Eric Thompson] // Anthropos. — 1931. — Bd. 26. — S. 613. — JSTOR 40446280.
Long  C. E. Reviewed Work: [Ethnology of the Mayas of Southern and Central British Honduras by J. Eric Thompson] // Man. — 1931. — Vol. 31. — P. 93. — JSTOR 2791341.
Beals R. L. Reviewed Work: [Ethnology of the Mayas of Southern and Central British Honduras by J. Eric Thompson] // American Anthropologist New Series. — 1931. — Vol. 33, no. 1. — P. 117—118. — JSTOR 661599.
E. N. F. Reviewed Work: [Field Museum of Natural History. Publication 274. Anthropological Series. Vol. xvii, No. 2. Ethnology of the Mayas of Southern and Central British Honduras by J. Eric Thompson] // Geography. — 1931. — Vol. 16, no. 2. — P. 167. — JSTOR 40557945.
- Thompson J. E.; Laufer B. Archaeological investigations in the southern Cayo district, British Honduras. — Field Museum of Natural History, 1931. — 219—362 p. — (Fieldiana, Anthropology, v. 17, no.3). — 28 Plates, 21 Text-Figures and 1 Map.
Höltker G. Reviewed Work: [Archaeological Investigations in the Southern Cayo District. British Honduras by J. Eric Thompson] // Anthropos. — 1932. — Bd. 27. — S. 990—991. — JSTOR 40446576.
Lothrop S. K. Reviewed Work: [Archaeological Investigations in the Southern Cayo District, British Honduras by J. Eric Thompson] // American Anthropologist, New Series. — 1933. — Vol. 35, no. 1. — P. 185—187. — JSTOR 662391.
- Thompson J. Eric S. Mexico Before Cortez: An Account of the Daily Life, Religion, and Ritual of the Aztecs and Kindred Peoples. — New York : Charles Scribner's Sons, 1933. — x, 298 p. — 33 leaves of plates.
- Thompson J. Eric. Archaeology of South America. — Chicago : Field Museum of Natural History, 1936. — 159 p. — (Fieldiana, Popular Series, Anthropology, no. 33). — 12 Plates, 18 Text Figures, 1 Map.
- Thompson J. Eric S. Excavations at San Jose, British Honduras. — Washington, D.C. : Carnegie Institution of Washington, 1939. — 292 p. — (Carnegie Institution of Washington publication ; no. 506).
Mariscal M. Reviewed Work: [Excavations at San José, British Honduras by J. Eric Thompson] // Boletín Bibliográfico de Antropología Americana. — 1939. — Vol. 3, no. 3. — P. 247—249. — JSTOR 40976165.
Long R. C. E. Reviewed Work: [Excavations at San José, British Honduras by J. Eric Thompson] // Man. — 1940. — Vol. 40. — P. 46. — JSTOR 2792289.
Satterthwaite L. Reviewed Work: [Excavations at San Jose, British Honduras by J. Eric Thompson] // American Anthropologist, New Series. — 1942. — Vol. 44, no. 2. — P. 307—309. — JSTOR 663033.
- Tatiana Proskouriakoff and J. Eric S. Thompson. Maya calendar round dates such as 9 Ahau 17 Mol // Notes on Middle American archaeology and ethnology. — 1947. — No. 79. — P. 143—150.
- Thompson J. E. S. Maya Hieroglyphic Writing: Introduction. — Washington, D. C. : Carnegie Institution of Washington, 1950. — 347 p. — (Carnegie Institution of Washington; Publ. 589). (В 1960 переиздано под названием The Civilizations of the American Indians, No 56, University of Oklahoma Press, Norman, Oklahoma)
Satterthwaite L. Review: [Maya Hieroglyphic Writing: Introduction by J. Eric S. Thompson] // American Antiquity. — 1951. — Vol. 17, no. 1. — P. 69—71. — JSTOR 277370.
Sarton G. Review: [Maya Hieroglyphic Writing by J. Eric S. Thompson] // Isis. — 1952. — Vol. 42, no. 3. — P. 268—269. — JSTOR 226586.
Hill A. A. Review: [Maya Hieroglyphic Writing: Introduction by J. Eric S. Thompson] // International Journal of American Linguistics. — 1952. — Vol. 18, no. 3. — P. 184—186. — JSTOR 1263123.
Thompson J. Eric S. Maya Hieroglyphic Writing: A Rejoinder // International Journal of American Linguistics. — 1953. — Vol. 19, no. 2. — P. 153—154. — JSTOR 1262815.
- Karl Ruppert, J. Eric S. Thompson, and Tatiana Proskouriakoff. Bonampak, Chiapas, Mexico : Copies of the mural paintings by Antonio Tejeda F. and appendix by Rutherford J. Gettens. — Washington : Carnegie Institution of Washington, 1955. — xii, 72 pp., 29 figs (4 in color) p. — (Carnegie Institution of Washington, Publication 602).
Ruz Lhuillier A. Review: [Bonampak, Chiapas, Mexico by Karl Ruppert, J. Eric S. Thompson, Tatiana Proskouriakoff] // American Antiquity. — 1956. — Vol. 22, no. 2. — P. 206—208. — JSTOR 276842.
Woodbury R. B. Review: [Bonampak, Chiapas, Mexico by Karl Ruppert, J. Eric S. Thompson, Tatiana Proskouriakoff] // American Journal of Archaeology. — 1956. — Vol. 60, no. 2. — P. 215—217. — JSTOR 500723.
- Thompson, J. Eric S. The rise and fall of Maya civilization. — Norman : University of Oklahoma Press, 1966. — xv, 328 p. — First published 1954.
Brainerd G. W. Review: [The Rise and Fall of Maya Civilization by J. Eric S. Thompson] // The Annals of the American Academy of Political and Social Science. — 1955. — Vol. 298. — P. 231—232. — JSTOR 1028781.
Chamberlain R. S. Review: [The Rise and Fall of Maya Civilization. by J. Eric S. Thompson] // The Hispanic American Historical Review. — 1955. — Vol. 35, no. 2. — P. 290—292. — JSTOR 2508738.
Redfield R. Review: [The Rise and Fall of Maya Civilization by J. Eric S. Thompson] // The American Historical Review. — 1955. — Vol. 60, no. 4. — P. 927—928. — JSTOR 1844978.
Roys R. L. Review: [The Rise and Fall of Maya Civilization by J. Eric S. Thompson] // American Antiquity. — 1955. — Vol. 21, no. 1. — P. 95—96. — JSTOR 276124.
Stigler R. Review: [The Rise and Fall of Maya Civilization by J. Eric S. Thompson] // Ethnohistory. — 1956. — Vol. 3, no. 2. — P. 180—184. — JSTOR 480529.
Kidder II, A. Review: [The Rise and Fall of Maya Civilization by J. Eric S. Thompson] :  [англ.] // Science, New Series. — 1967. — Vol. 156, no. 3774 (28 April). — P. 499. — JSTOR 1721231.
Haberland W. Review: [The Rise and Fall of Maya Civilization by J. Eric S. Thompson] // American Antiquity. — 1967. — Vol. 32, no. 4. — P. 554—555. — JSTOR 2694096.
- Thomas Gage's Travels in the New World / Edited and with an introduction by J. Eric Thompson. — Norman : University of Oklahoma Press, 1958. — li, 379 с.
- Thompson J. Eric S. Systems of Hieroglyphic Writing in Middle America and Methods of Deciphering Them // American Antiquity. — 1959. — Vol. 24, no. 4. — P. 349—364. — JSTOR 276597.
- Thompson, J. Eric S. A Catalog of Maya Hieroglyphs. — Norman : University of Oklahoma Press, 1962. — xiv, 458 p. — (The Civilization of the American Indian Series, vol. 62). — Published in co-operation with the Carnegie Institution. — ISBN 0-8061-0520-8.
Kelley D. H. Review: [A Catalog of Maya Hieroglyphs by J. Eric S. Thompson] // American Journal of Archaeology. — 1962. — Vol. 66, no. 4. — P. 436—438. — JSTOR 502055.
Gibson C. Review: [A Catalog of Maya Hieroglyphs by J. Eric S. Thompson] // The Hispanic American Historical Review. — 1962. — Vol. 42, no. 4. — P. 600—601. — JSTOR 2510061.
Satterthwaite L. Review: [A Catalog of Maya Hieroglyphs by J. Eric S. Thompson] // American Anthropologist. — 1962. — Vol. 64, no. 6. — P. 1351—1353. — JSTOR 667886.
Roys L. Review: [A Catalog of Maya Hieroglyphs by J. Eric S. Thompson] // American Antiquity. — 1963. — Vol. 28, no. 3. — P. 409—410. — JSTOR 278300.
Barthel T. S. Review: [A Catalog of Maya Hieroglyphs by J. Eric S. Thompson] :  [нем.] // Zeitschrift für Ethnologie. — 1964. — Bd. 89, H. 1. — S. 150—152. — JSTOR 25840934.
- Thompson J. Eric S. Maya history and religion. — Norman : University of Oklahoma Press, 1970. — xxx, 415 p. — ISBN 0806108843.
Sabloff J. A. Review: [Maya History and Religion by J. Eric S. Thompson] // American Anthropologist. New Series. — 1971. — Vol. 73, no. 4. — P. 915—917. — JSTOR 671356.
Bushnell G. H. S. Review: [Maya History and Religion by J. Eric S. Thompson] // Journal of Latin American Studies. — 1973. — Vol. 5, no. 2. — P. 292—293. — JSTOR 155815.
Culianu I. P. Recensione: [Maya History and Religion by J. E. S. Thompson] :  [итал.] // Aevum. — 1975. — Vol. 49, no. 5/6. — P. 587—590. — JSTOR 25821486.
- Thompson J. Eric S. A commentary on the Dresden codex; a Maya hieroglyphic book. — Philadelphia : American Philosophical Society, 1972. — 156 p. — (Memoirs of the American Philosophical Society ; vol. 93). — ISBN 0871690934.
Graham J. A. Review: [A Commentary on the Dresden Codex: A Maya Hieroglyphic Book by J. Eric S. Thompson] // American Journal of Archaeology. — 1973. — Vol. 77, no. 3. — JSTOR 503472.
Durbin M. Review: [A Commentary on the Dresden Codex: A Maya Hieroglyphic Book by J. Eric S. Thompson] // American Anthropologist. New Series. — 1974. — Vol. 76, no. 2. — P. 464—466. — JSTOR 674283.
Winning Hasso von. Review: [A Commentary on the Dresden Codex: A Maya Hieroglyphic Book by J. Eric S. Thompson] // The Hispanic American Historical Review. — 1974. — Vol. 54, no. 1. — P. 167—168. — JSTOR 2512871.
Riese B. Review: [A Commentary on the Dresden Codex: A Maya Hieroglyphic Book. Memoirs of the American Philosophical Society, Bd 93 von J. Eric S. Thompson] :  [нем.] // Zeitschrift für Ethnologie. — 1974. — Bd. 99, H. 1/2. — S. 300—302. — JSTOR 25841489.
- Thompson J. Eric S. Maya hieroglyphs without tears. — London : Published for the Trustees of the British Museum by British Museum Publications, 1972. — 77 p. — ISBN 071411555X.
Quirarte J. Review: [Maya Hieroglyphs without Tears by J. Eric S. Thompson] // American Anthropologist. — 1973. — Vol. 75, no. 6. — P. 1924—1926. — JSTOR 673712.
Fry R. E. Review: [Maya Hieroglyphs Without Tears. by J. Eric S. Thompson] // Man. New Series. — 1973. — Vol. 8, no. 1. — P. 147. — JSTOR 2800684.
- Thompson J. E. S., Sir. Maya archaeologist / foreword by Norman Hammond. — Norman : University of Oklahoma Press, 1994. — xvii, 284 p. — First published in 1963. — ISBN 0-8061-1206-9.
Riley C. Reviewed Work: [Maya Archaeologist by J. Eric S. Thompson] // American Antiquity. — 1964. — Vol. 29, no. 3. — P. 399—400. — JSTOR 277891.
Wauchope R. Reviewed Work: [Maya Archaeologist by J. Eric S. Thompson] // American Anthropologist. New Series. — 1964. — Vol. 66, no. 1. — P. 195—196. — JSTOR 669139.

### Статьи и некрологи
- Barthel T. S. Sir Eric Thompson (1898—1975) :  [нем.] // Indiana. — 1979. — Bd. 5. — S. 323—327.
- Callaway C. Two Letters to Tatiana Proskouriakoff from J. Eric S. Thompson (1958—1959) // The PARI Journal. — 2014. — Vol. XIV, no. 4. — P. 1—9. — ISSN 1531-5398.
- Coe M. D. Reviewed Work(s): Pis'mennost' Indeĭ͡tsev Maĭ͡ia (Writing of the Maya Indians) by ͡IU. V. Knorosov // American Anthropologist, New Series. — 1965. — Vol. 67, no. 2. — P. 590—592. — JSTOR 668346.
- Ek J. D. The Inertia of Old Ideas: A Historical Overview of Theoretical and Methodological Challenges in the Study of Classic Maya Political Organization // Journal of Archaeological Research. — 2020. — Vol. 28. — P. 241—287. — doi:10.1007/s10814-019-09135-8.
- Graham I. John Eric Sidney Thompson, 1898—1975 :  [англ.] // American Anthropologist, New Series. — 1976. — Vol. 78, no. 2 (June). — P. 317—320. — JSTOR 675235.
- Hammond N. Sir Eric Thompson, 1898—1975 :  [англ.] // American Antiquity. — 1977. — Vol. 42, no. 2 (April). — P. 180—190. — JSTOR 278978.
- Hammond N. Sir Eric Thompson: Bibliographical Addenda :  [англ.] // American Antiquity. — 1978. — Vol. 43, no. 1 (January). — P. 103. — JSTOR 279639.
- McVicker  D. A Tale of Two Thompsons: The Contributions of Edward H. Thompson and J. Eric S. Thompson to Anthropology at the Field Museum :  [англ.] // Fieldiana. Anthropology, New Series. — 2003. — No. 36, Curators, Collections, and Contexts: Anthropology at the Field Museum, 1893—2002. — P. 139—152. — JSTOR 29782676.
- Ruz Lhuillier A. Semblanza de John Eric Sidney Thompson (1898—1975) :  [исп.] // Estudios de Cultura Maya. — 1976. — Vol. X. — P. 317—335.
- Ulving T. Russian Decipherment of the Maya Glyphs // International Journal of American Linguistics. — 1956. — Vol. 22, no. 2. — P. 184—186. — JSTOR 1263593.
- Willey G. R. Sir Eric Thompson (1898—1975) :  [англ.] // Archaeology. — 1976. — Vol. 29, no. 1 (January). — P. 57. — JSTOR 41706017.
- Willey G. R. Thompson, John Eric Sidney, 1898—1975 :  [англ.] // Biographical Memoirs of Fellows of the British Academy. — 1980. — Vol. 65. — P. 783—798.

### Монографии и диссертации
- Hammond N. Sir Eric Thompson, 1898—1975: a Biographical Sketch and Bibliography // Social process in Maya prehistory : studies in honour of Sir Eric Thompson. — London and New York : Academic Press, 1977. — P. 1—18. — xiv, 609 p. — ISBN 0-12-322050-5.
- Kipfer B. A. Thompson, Sir John Eric Sidney (1898–1975) // Encyclopedic Dictionary of Archaeology. — Second Edition. — Cham, Switzerland : Springer Nature Switzerland AG, 2021. — P. 1383. — 1622 p. — ISBN 978-3-030-58291-3.
- Stuart G. E. Quest for Decipherment: A Historical and Biographical Survey of Maya Hieroglyphic Investigation // New Theories on the Ancient Maya / Elin C. Danien and Robert J. Sharer (eds.). — Philadelphia : University of Pennsylvania Museum of Archaeology and Anthropology, 1992. — P. 1—64. — 245 p. — (University Museum symposium series: vol. 3; University Museum Monograph series: vol. 7). — ISBN 0-924171-13-8.
- Давлетшин А. И. Палеография древних майя / Дисс. … канд. ист. наук (07.00.09). — Науч. электрон. б-ка disserCat, 2003. — 369 с.
- Ершова Г. Г. Последний гений XX века. Юрий Кнорозов: судьба учёного. — М. : РГГУ, 2019. — 798 с. — ISBN 978-5-7281-2524-2.
- Кнорозов Ю. В. Письменность индейцев майя. — М.—Л.: Изд-во АН СССР, 1963. — 664 с.
- Красулин Е. А. Идеология и царская власть у древних майя: По материалам иероглифических текстов Паленке / Дисс. … канд. ист. наук (07.00.03). — Науч. электрон. б-ка disserCat, 2002. — 422 с.
- Ко, Майкл. Разгадка кода майя: как учёные расшифровали письменность древней цивилизации / перевод с английского Д. Д. Беляева. — М. : Эксмо, 2021. — 416 с. — (Кругозор Дениса Пескова). — ISBN 978-5-04-109243-6.
- Рус А. Народ майя / Пер. с исп. Э. Г. Александренкова; Науч. ред. и авт. предисл. В. И. Гуляев. — М. : Мысль, 1986. — 254 с.